# Pochonia suchlasporia
Pochonia suchlasporia är en svampart. Pochonia suchlasporia ingår i släktet Pochonia och familjen Clavicipitaceae.

## Underarter
Arten delas in i följande underarter:
- catenata
- suchlasporia